# Ніколаєвка (Куйбишевський район)
Ніколаєвка (рос. Николаевка) — селище у Куйбишевському районі Новосибірської області Російської Федерації.
Входить до складу муніципального утворення Михайловська сільрада. Населення становить 94 особи (2010).

## Історія
Згідно із законом від 2 червня 2004 року органом місцевого самоврядування є Михайловська сільрада.

## Населення
| 2002 | 2007 | 2010 |
| ---- | ---- | ---- |
| 142  | ↘141 | ↘94  |